# Abdülmecid I
Abdülmecid I (ur. 25 kwietnia 1823 w Stambule, zm. 25 czerwca 1861); po arabsku: عبد المجيد الأول – sułtan Imperium osmańskiego, następca swego ojca Mahmuda II od 2 lipca 1839 roku. Podczas jego rządów doszło do rozwoju nacjonalizmu w kraju i wzrostu wpływów europejskich mocarstw.

## Życiorys
Abdülmecid objął rządy w państwie w niekorzystnym dla całego kraju okresie. Do Stambułu dochodziły wieści o rozbiciu sułtańskiej armii pod Nizip przez Muhammada Alego, władcę Egiptu. Flota zmierzająca do Aleksandrii została przechwycona także przez Egipcjan pod dowództwem Ahmeta Paszy pod pretekstem ochrony swych interesów, gdyż doradcy tureccy mieli rzekomo działać na korzyść Rosji. Ponownie zagrożone państwo tureckie zostało obronione przed swym wasalem dzięki zbrojnej interwencji państw europejskich zainteresowanych silniejszą pozycją Osmanów w tym regionie i opozycją względem Rosji. Wielka Brytania oraz Francja nie miały bowiem zamiaru utracić kontroli na rzecz Rosji nad cieśninami Bosfor i Dardanele. Państwom tym zależało, aby ruch przez obydwa akweny był możliwy albo dla wszystkich, albo dla nikogo. Dlatego też preferowano utrzymanie korzystnego dla europejskich imperiów status quo w tym rejonie świata.
Zgodnie z instrukcjami wydanymi przez swego ojca Abdülmecid szybko przeprowadził reformy, których nie zdołał dokończyć Mahmud II. W listopadzie 1839 roku ogłoszono edykt Hatt-i Sharif, który miał wyegzekwować wprowadzenie zmian w życie. Edykt został uzupełniony pod koniec wojny krymskiej w lutym 1856 roku. Zarządzenia zakładały wśród wszystkich klas społecznych prawo do życia i do własności, podatki winny być równo nakładane i pobierane bez nadużyć, każdy obywatel był równy drugiemu oraz posiadał prawo do wyznawania wybranej przez siebie religii. Plany wprowadzenia reform spotkały się z niechęcią panującej klasy muzułmańskiej oraz ulemów. Doszło do zawiązania nawet przez religijnych przywódców kilku spisków na życie sułtana, by zapobiec zmianom wewnątrz kraju.
Podstawowe reformy Abdülmecida to:
- zlikwidowanie instytucji niewolnictwa.
- reorganizacja armii (1843–1844).
- założenie ministerstwa szkolnictwa.
- usunięcie pogłównego.
- dotacje pieniężne dla administracji oraz handlu.
- turban został uznany za niewłaściwe nakrycie głowy i zastąpiono go fezem.

Po klęsce powstania na Węgrzech w 1849 roku po Wiośnie Ludów Lajos Kossuth wraz z towarzyszami, do których należeli Józef Bem oraz Henryk Dembiński, schronili się na terenie imperium osmańskiego. Rosja oraz Austria domagały się od Abdülmecida, aby ten wydał lub zabił uciekinierów. Sułtan odmówił spełnienia tych nakazów, co doprowadziło do kolejnych spięć na linii Stambuł – Moskwa. Okazał się również miłosierny względem spiskowców czyhających na jego życie.
W 1852 roku ufundował on Order Medżydów za działania, które przyniosły zyski państwu. Panuje opinia, iż był osobą honorową i przyjacielską, bardzo łatwą do przekonania.
Abdülmecid I zmarł w 1861 roku. Rok przed śmiercią założył miasto Medgidia. Jego następcą został brat Abdülaziz. Za rządów Abdülmecida rozpoczęło się lekkomyślne pobieranie pożyczek od państw europejskich, co doprowadziło do niewypłacalności za rządów kolejnych władców i upadku wiarygodności Osmanów jako równorzędnego partnera dla Europy, a w następstwie do detronizacji i śmierci Abdülaziza.
Pozostawił po sobie kilku synów. Spośród jego potomstwa Murad V, Abdülhamid II, Mehmed V i Mehmed VI sprawowali władzę w państwie, jako ostatni sułtanowie w historii imperium.